# Martin Soap
Martin Soap è un personaggio dei fumetti creato da Garth Ennis (testi) e Steve Dillon (disegni), pubblicato dalla Marvel Comics. La sua apparizione avviene in The Punisher n. 2 del maggio 2000.
È un detective imbranato e sfortunato della polizia di New York che viene inserito come personaggio di supporto della serie The Punisher del 2000 e successivamente ripreso anche in The Punisher del 2001. Entrambe sono distribuite sotto l'etichetta Marvel Knights.

## Biografia del personaggio
Martin Soap è un detective della polizia di New York che non riesce a fare carriera ed è considerato un incapace da tutto il suo dipartimento. Quando Ma Gnucci chiede alla polizia, corrotta, di formare una task force per catturare Punisher, Soap viene promosso a capo dell'operazione.
Suo partner lavorativo è uno psicologo. Dopo aver criticato duramente il suo lavoro, lo psicologo decide di suicidarsi dentro l'ufficio di Soap. Al suo posto subentra Molly Von Richtofen, sexy e lesbica tenente di polizia. Punisher finirà con il far promuovere entrambi. Soap diverrà commissario.
Dopo qualche mese uno scandalo a luci rosse costringe la polizia a far ridivenire Soap un semplice detective e farlo rientrare nella task force contro il Punisher. Deciso a suicidarsi, viene fermato da Punisher il quale lo costringe ad un'alleanza duratura: Soap passerà le informazioni sui criminali al vigilante.
Successivamente Soap decide di lasciare la polizia e divenire un pornostar.

## In altri media

### Videogiochi
Soap è uno dei personaggi principali di The Punisher del 2005.

### Cinema
Il personaggio viene interpretato da Dash Mihok in Punisher - Zona di guerra del 2008.